# Rich Creek
Rich Creek est une municipalité américaine située dans le comté de Giles en Virginie.
Selon le recensement de 2010, Rich Creek compte 774 habitants. La municipalité s'étend sur 0,85 mille carré (2,2 km2) dont 0,02 mille carré (0,05 km2) d'étendues d'eau.
La localité est fondée vers 1870 par Daniel Shumate et Milly Callison sur un ruisseau nommé Rich Creek. Au tournant du XXe siècle, le Virginian Railway atteint le bourg. Rich Creek connait une forte croissance dans les années 1940 et obtient le statut de municipalité en 1946.